# Norbert Ney
Norbert Ney (* 30. Juni 1951 in Eutin in Schleswig-Holstein) ist ein deutscher Autor, Reiseschriftsteller, Journalist, Fotograf und literarischer Übersetzer. Er nutzte die Pseudonyme Dr. K. Lauer, Urs Ulrik Schäfer und Nicola Norden.

## Leben und Wirken
Norbert Ney machte bis 1971 eine Lehre zum Industriekaufmann. 1974 absolvierte er eine Übersetzerprüfung.
Er arbeitete für Zeitungen und den Rundfunk sowie für Agenturen und Verlage. Von Haus aus Lyriker und satirischer Erzähler (Kurzprosa), veröffentlichte er als Herausgeber sowie als Sachbuchautor Bücher zu unterschiedlichen Themen, seit Anfang der 1990er mit dem Schwerpunkt auf Reisesachbücher.
Seit 1974 Mitglied im Verband deutscher Schriftsteller (VS) war er seit 1978 auch Mitglied im Übersetzer- und Journalistenverband bei Ver.di. Von 1975 bis 1979 war er im VS-Vorstand Baden-Württemberg, 1980 bis 1986 im VS-Vorstand des Landesverbands Hamburg (ab 1984 als dessen 1. Vorsitzender
) sowie von 1982 bis 1986 im Vorstand des Literaturzentrums Hamburg. Daneben war von 1976 bis 1978 1. Vorsitzender der Arbeitsgemeinschaft Alternativer Autoren & Verleger (AGAV) und wirkte ab 1984 zudem bei der Literaturtelefon-Jury Hamburg mit.
Norbert Ney wohnt und arbeitet in Hamburg.

## Bibliographie

### Lyrik und Prosa
- Tendenzwendgedichte. Editions Trèves, Trier 1976 (2. überarb. Aufl. 1978), ISBN 3-88081-007-9.
- Kein schöner Land …, Postkartenserie 1977
- Danke, man lebt – Ermittlungen in eigener Sache, grosser Bahnhof mit autobiograph. Zügen. Verlag der Manufactur, Horn-Bad Meinberg, 1978 ISBN 3-88080-014-6.
- Nichtsdestotrotz. Leo's Druckerei u. Verl., Solnhofen 1979, ISBN 3-88530-003-6.
- Liebe, Laster, Leid & Lust. Edition Trèves, Trier 1983, ISBN 3-88081-132-6.
- Brunch Brutal oder die doppelte Lust am Vormittagsprogramm. Zus. mit Herbert Wetterauer (Grafik). Karlsruher Wechselblatt 7/86, Karlsruhe 1986.[3]
- Tumult & Träume, Stuttgart 1986, ISBN 3-7976-1423-3.

### (Mit-)Herausgeberschaften
- WM '78 – Argentina. Das andere Weltmeisterschaftsbuch. Doku-Verlag, Waldbronn (Karlsruhe) 1978, ISBN 3-921850-13-4.
- Laßt mich bloß in Frieden. Ein Lesebuch. Zus. mit Henning Venske, Svende Merian und Gerd Unmack, 1981, ISBN 3-88653-039-6.
- Sie haben mich zu einem Ausländer gemacht – ich bin einer geworden. Ausländer schreiben vom Leben bei uns. Rowohlt, Reinbek bei Hamburg 1983, 1985, 1993. ISBN 3-499-20671-4.
- Nicht mit Dir und nicht ohne Dich – Lesebuch für schlaflose Nächte. Zus. mit Svende Merian. Rowohlt-Taschenbuch-Verlag, Reinbek bei Hamburg 1983 (weitere Aufl. zw. 1984 u. 1990 mit zuletzt 205.–211. Tsd.), ISBN 3-499-15283-5.
- Das Buch vom Großen Durst. Gedichte und Geschichten. Zus. mit Manfred Hausin. Fackelträger, Hannover 1987, ISBN 3-7716-1482-1.
- Eifer-süchtig. 1987, ISBN 3-596-27591-1
- Intime Intrigen. MaroVerlag, Augsburg 1988, 1989, ISBN 3-87512-085-X.
- Was sind das für Zeiten! Zus. mit Alf Tondern. 1988, ISBN 3-499-12196-4.

### Sachbuch
- Sterilisation des Mannes, das geringste Übel. Verlag Frauenpolitik, Münster 1978, ISBN 3-88175-026-6.
- Ich bin sterilisiert. Informationen, Protokolle. Buntbuch, Hamburg 1981, ISBN 3-88653-014-0.
- Das andere Junggesellenkochbuch – Rezepte für Beziehungen aller Art. Zus. mit Michael Rittendorf u. Heipe Weiss. Editions Trèves, Trier 1985, ISBN 3-88081-154-7.
- Ratgeber Sterilisation – Methoden, Erfahrungen, Adressen. Rasch und Röhring, Hamburg–Zürich, 1986, ISBN 3-89136-048-7

TB-Neuausgabe:  Droemer Knaur, München 1990, ISBN 3-426-07735-3.
- Gesund schwitzen in der Sauna. Zus. mit Reinhold Dey. München 1997, ISBN 3-517-07527-2.

Reiseliteratur:
- Dänemark. Zus. mit Sven Grope. Süddeutscher Verlag, München 1991, ISBN 3-7991-6499-5.
- Ostfriesische Inseln. Falk Tour. Zus. mit Paul Falkowski. Falk, München 1996, ISBN 3-8279-0560-5.
- Die deutschen Nordseeinseln. Südwest Verlag, München 1994, 2005, ISBN 3-517-01459-1.
- Faszinierende Städte. Kopenhagen. Zus. mit Reinhold Dey u. Antonio Attini. Bechtermünz Verlag, Augsburg 1997, ISBN 3-86047-844-3.
- Nordseeinseln – sehen & erleben. Zus. mit Heinz Wohner. Sconto Verlag, München 2005, ISBN 978-3-86517-058-3.
- Traumziel Nordsee – Von Schleswig-Holstein bis Ostfriesland. Zus. mit Ulf Böttcher. Bruckmann Verlag, München 2011, ISBN 978-3-7654-5526-1.
- 111 Orte in Ostfriesland, die man gesehen haben muss. Fotografien: Sonja Bergot. Emons Verlag, Köln 2017, ISBN 978-3-95451-828-9.

### Rundfunk
- Verhütung – einmal anders, Hörfeature 1978
- Stell Dir vor, Sie geben einen Krieg! 1985

### Übersetzungen
- Nazım Hikmet: Menschenlandschaften. 5 Bände. Zusammen mit Ümit Güney. 1978–1981
- Yilmaz Güney: Sürü – Die Herde. Zusammen mit Ümit Güney, 1980
- Eamonn McCann: War – and an Irish Town – Krieg und eine irische Stadt. 1983

## Auszeichnungen
- 1975: Literaturstipendium des Landes Baden-Württemberg
- 1977: Literaturstipendium des Landes Baden-Württemberg
- 1991: Stadtschreiber von Otterndorf
- 1992: Literaturstipendium der Insel Helgoland
- 1992: Literaturstipendium der Stadt Stade
- 1992: Stadtschreiber von Glückstadt